# Diepenau
Diepenau är en kommun och ort i Landkreis Nienburg/Weser i förbundslandet Niedersachsen i Tyskland. De tidigare kommunerna Essern, Nordel och Steinbrink uppgick i Diepenau 1 mars 1974.
Kommunen ingår i kommunalförbundet Samtgemeinde Uchte tillsammans med ytterligare tre kommuner.